# تعويضات الحرب العالمية الأولى

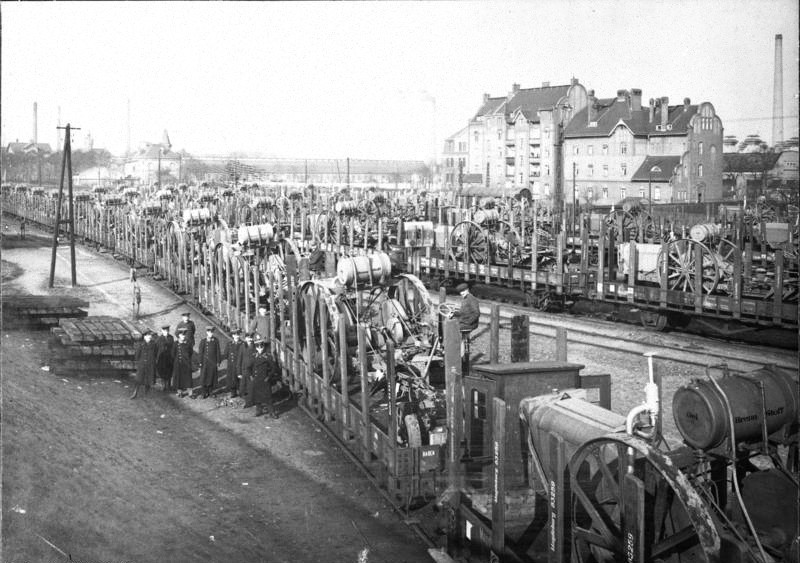
تسليم التعويضات

تعويضات الحرب العالمية الأولى هي المبالغ والممتلكات والمعدات الواجب على ألمانيا أن تؤديها لصالح الحلفاء حسب معاهدة فرساي التي وقعتها ألمانيا مع دول الحلفاء عام 1919 عقب هزيمتها في الحرب العالمية الأولى. وحملت معاهدة فرساي ألمانيا وحدها مسؤولية الحرب العالمية الأولى وألزمتها بدفع التعويضات اللازمة لما سببته من خسائر لدول الحلفاء والشعوب في الفترة ما بين 1914 و 1918. وحددت لجنة من الحلفاء من باريس في 29 يناير 1921 ان تدفع ألمانيا 269 مليار مارك خلال 42 قسطا سنويا إلا ان البرلمان الألماني رفض مطالبات الحلفاء فقامت القوات الفرنسية والبلجيكية باحتلال الرور لاجبار ألمانيا على السداد. في عام 1924 خفض القسط السنوي الواجب على ألمانيا سداده. وفي عام 1929 خفض مبلغ التعويضات ليبلغ 112 مليار مارك. وحينما أصبح أدولف هتلر مستشارا لألمانيا عام 1933 أوقف سداد التعويضات وكانت ألمانيا آنذاك قد سددت ما يصل إلى ثُمن قيمة التعويضات الواجب سدادها. وقد سددت ألمانيا آخر قسط من التعويضات في 4 أكتوبر 2010 بالتزامن مع الذكرى السنوية العشرين لإعادة توحيد ألمانيا.
كانت تعويضات الحرب العالمية الأولى بمثابة ما يُعرف بـ«تعويضات الحرب»؛ فرضها الحلفاء والقوات المنتسبة له أثناء مؤتمر باريس للسلام في عام 1919 على قوى المركز بعد هزيمتها في الحرب العالمية الأولى. طُلب من القوى المهزومة دفع المبالغ النقدية أو العينية. لم تستطع كل من النمسا والمجر وتركيا بعد الحرب إلا دفع القليل من التعويضات أو عدم الدفع على الإطلاق بسبب الوضع الاقتصادي فيها، ونتيجةً لذلك أُلغيت متطلبات التعويض. لاحظت بلغاريا أن قيمة التعويض الخاص بها قد انخفض بعد أن دفعت جزءًا صغيرًا فقط من المبلغ المترتب عليها، ثم ألغي لاحقًا. أدرك المؤرخون متطلبات دفع ألمانيا للتعويضات باعتبارها «ساحة المعركة الرئيسية في فترة ما بعد الحرب» و«محور الصراع على السلطة بين فرنسا وألمانيا حول تنقيح أو إنفاذ معاهدة فرساي».
طالب كل من معاهدة فرساي (الموقعة في عام 1919) وجدول مدفوعات لندن لعام 1921 ألمانيا بدفع تعويضات مقدارها 132 مليار مارك ذهبي (33 مليار دولار أمريكي) لتغطية الأضرار التي لحقت بالمدنيين أثناء الحرب. قُسم هذا الرقم إلى ثلاث فئات من السندات: «إيه»، و«بي»، و«سي». توجب على ألمانيا دفع قيمة السندات من فئة «إيه»، و«بي» البالغ مجموعها 50 مليار مارك (12.5 مليار دولار أمريكي) دون قيد أو شرط؛ أما سداد سندات «سي» المتبقي فقد كان بدون فوائد وتوقف على قدرة جمهورية فايمار على الدفع، بالإضافة إلى وجوب تقييم لجنة الحلفاء للوضع.
نظرًا لشح دفعات التعويض الألمانية، احتلت فرنسا وبلجيكا منطقة الرور في عام 1923 لفرض الدفع على ألمانيا، ما تسبب في أزمة دولية أدت إلى تنفيذ خطة دوز في عام 1924. حددت هذه الخطة طريقة دفع جديدة ورفعت القروض الدولية لمساعدة ألمانيا على الوفاء بالتزاماتها التعويضية. على الرغم من ذلك، دعت ألمانيا بحلول عام 1928 إلى خطة دفع جديدة، أسفرت عن خطة يونغ التي حددت متطلبات التعويض الألمانية بمبلغ 112 مليار مارك (26.3 مليار دولار أمريكي) وأنشأت جدول مدفوعات من شأنه أن يضمن دفع ألمانيا لكامل التعويضات بحلول عام 1988. عُلقت التعويضات لمدة عام مع انهيار الاقتصاد الألماني في عام 1931، ثم أُلغيت تمامًا في عام 1932 خلال مؤتمر لوزان. دفعت ألمانيا بين عامي 1919 و1932 أقل من 21 مليار مارك من كامل التعويضات.
رأى الشعب الألماني التعويضات إهانة وطنية. عملت الحكومة الألمانية على تقويض صلاحية معاهدة فرساي واشتراط الدفع. وصف الاقتصادي البريطاني جون ماينارد كينز المعاهدة بأنها سلام قرطاجي من شأنه أن يدمر ألمانيا اقتصاديًا. أثرت حججه بشكل عميق على المؤرخين والسياسيين والجمهور عمومًا. على الرغم من حجج كينز، وتلك التي كتبها المؤرخون اللاحقون الداعمين أو المعززين لآراء كينز، فإن إجماع المؤرخين المعاصرين هو أن التعويضات لم تكن «لا تطاق» مثلما اقترح الألمان أو كينز، وكانت ضمن قدرة ألمانيا على الدفع في حال وُجدت إرادة سياسية للقيام بذلك. بعد الحرب العالمية الثانية، تولت ألمانيا الغربية دفعات التعويضات. أسفر اتفاق لندن بشأن الديون الخارجية الألمانية لعام 1953 عن اتفاق لدفع 50 في المائة من الرصيد المتبقي. سُددت آخر دفعة في 3 أكتوبر من عام 2010، مسويةً ديون القروض الألمانية المتعلقة بالتعويضات.

## رد الفعل الألماني

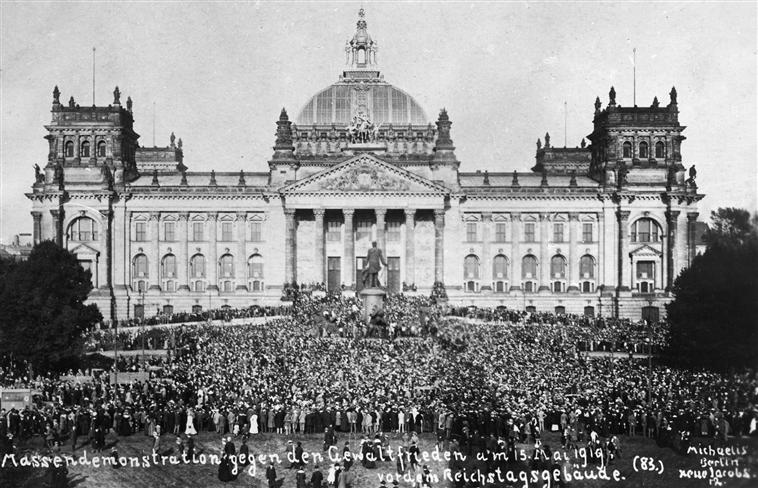
مظاهرة جماهرية أمام مبنى الرايخستاغ في برلين احتجاجًا على معاهدة فرساي.

في فبراير 1919، أبلغ وزير الخارجية الكونت أولريش فون بروكدورف-رانتزاو مجلس فايمار الوطني أنه سيتعين على ألمانيا دفع تعويضات عن الدمار الذي تسببت فيه الحرب، لكنها لن تدفع تكاليف الحرب الفعلية. بعد صياغة معاهدة فرساي في 7 مايو من ذلك العام، التقى وفدا ألمانيا والحلفاء وسُلمت المعاهدة للترجمة ولإصدار رد. صرح بروكدورف-رانتزاو في هذا الاجتماع: «نحن نعرف شدة الكراهية الموجهة لنا، وقد سمعنا مطلب المنتصر الحماسي بوجوب دفعنا للتعويضات باعتبارنا المهزومين، وبضرورة معاقبتنا لأننا مذنبين». ومع ذلك، شرع في إنكار أن ألمانيا هي المسؤولة الوحيدة عن الحرب.
لم تُترجم المادة 231 من معاهدة فرساي بشكل صحيح. بدلًا من التصريح «... تقبل ألمانيا مسؤولية ألمانيا وحلفائها المتسببين في كل الخسائر والأضرار...»، تقول نسخة الحكومة الألمانية، «تعترف ألمانيا بأن ألمانيا وحلفاءها -بصفتهم بادئي الحرب- مسؤولون عن جميع الخسائر والأضرار...». أدى ذلك إلى انتشار شعور سائد بالإذلال بين الألمان؛ كان ينظر إلى هذه المادة على أنها ظالمة، وكان هناك رأي مفاده أن ألمانيا قد «تخلت عن كرامتها» بتوقيعها على هذه المادة. على الرغم من الغضب الشعبي، أدرك مسؤولو الحكومة الألمانية «أن موقف ألمانيا من هذا الأمر لم يكن جيدًا، لأن الحكومة الإمبريالية دفعت الشعب الألماني إلى الإيمان بها خلال الحرب». استمر السياسيون الساعون للحصول على تعاطف دولي في استخدام هذه المادة -بسبب قيمتها الدعائية- لإقناع الكثيرين ممن لم يقرؤوا نص المعاهدة بانطواء المادة على تحمل ألمانيا لذنب الحرب بشكل كامل. وجد المؤرخون الرجعيون الألمان -الذين حاولوا فيما بعد تجاهل صحة الشرط- جمهوراً جاهزاً بين الكتاب الرجعيين في فرنسا وبريطانيا والولايات المتحدة. هدف كل من السياسيين والمؤرخين إلى إثبات أن ألمانيا لم تكن وحدها المذنبة في التسبب بالحرب؛ إذا أمكن دحض هذا الذنب فإن الشرط القانوني لدفع التعويضات سيختفي.